# Pansarskeppet Aquidabã
Pansarskeppet Aquidabã var ett pansarskepp i Brasiliens flotta. Hon byggdes på Samuda Brothers varv i London. Vid militärrevolten 1893 stödde Brasiliens flotta kejsaren och Aquidabã blev flaggskepp i Rebellflottan. Pansarskeppet träffades dock av en torped 1894 och sjönk på grunt vatten. Fartyget kunde bärgas, repareras och moderniseras i Kejsardömet Tyskland.

## Utformning

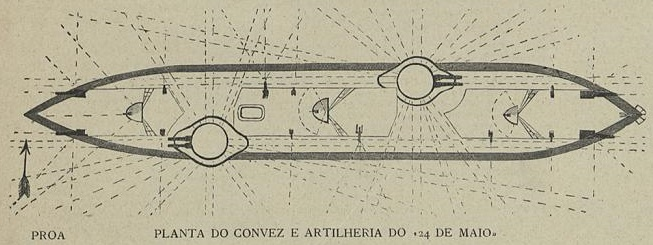
Plan huvuddäck och kanoner

Aquidabã var 85,4 meter lång med ett deplacementet på 4 950 ton. Sidopansaret hade en tjocklek på 17,8 cm under vattenlinjen och 29,2 cm över vattenlinjen. Pannrum och maskinrum var placerade under pansardäcket som var 25,4 cm tjockt.

### Bestyckning
Huvudbestyckning bestod av fyra 23 cm kanoner som var placerade diagonalt i två dubbeltorn, ett förut om babord och ett akterut om styrbord. Dessutom fanns fem torpedtuber.

## Historia

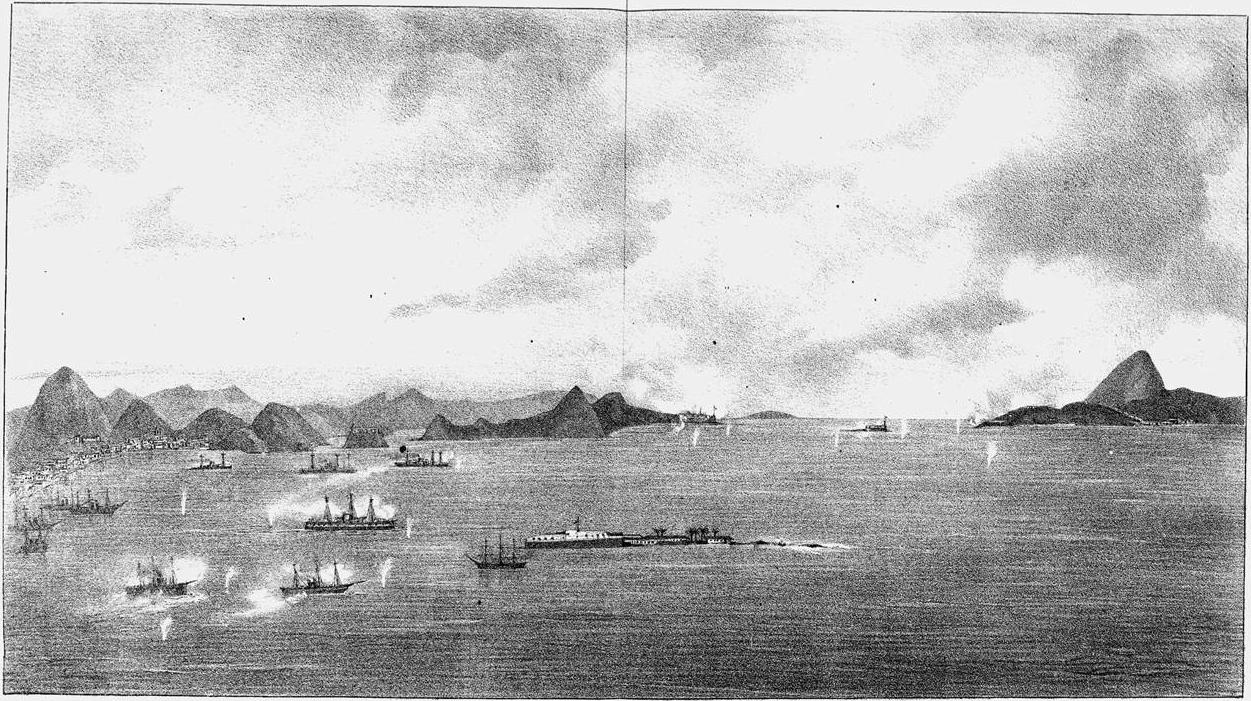
Revolten den 6 september 1893. under eldstriden mellan fort och Rebellflottan.

Fartyget lämnade England den 16 december 1885 och seglade via Lissabon, Bahia och anlände till Rio de Janeiro den 19 januari 1886. Hösten 1889 inträffade en militärkupp, kejsaren avsattes och republik infördes. Våren 1893 deltog Aquidabã i en internationell flottrevy i New York.
Den 6 september 1893 revolterade Brasiliens flotta. Marinministern Custódio José de Mello avgick och tog befälet över Aquidabã. Fartyget gick till Guanabarabukten vid huvudstaden Rio de Janeiro. President Floriano Peixoto gav order att fortet på ön Ilha de Villegagnon skulle bombardera fartygen i bukten. Flera fartyg sjönk, men Aquidabã lyckades undkomma.
I början av april 1894 gav presidenten order till regeringsflottan att anfalla de Mellos flotta som låg utanför delstaten São Paulo. Den 15 april förflyttade sig Rebellflottan söderut och ankrade vid Fortet Anhatomirim i delstaten Santa Catarina
Den 17 april samlades en eskader ur regeringsflottan. Natten till den 17 april gick jagaren Gustavo Sampaio och fyra torpedbåtar söderut mot staden Desterro. Gustavo Sampaio fick in en fullträff på rebellflottans flaggskepp Aquidabã. Pansarskeppet sjönk på grunt vatten. Det var första gången den brasilianska flottan använde torpeder.

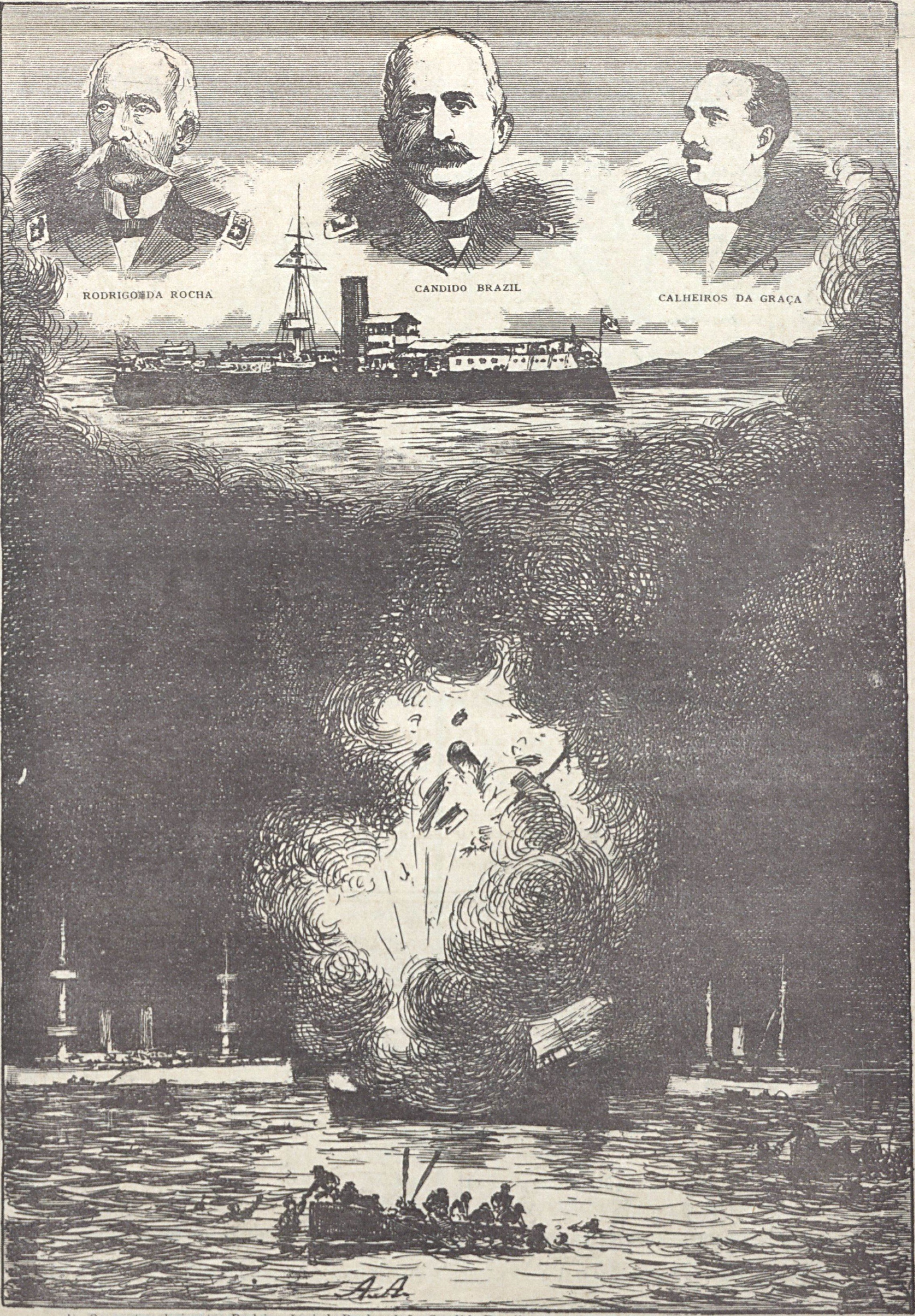
Katastrofen i Jacuecangabukten

Aquidabã bärgades, byggdes om och användes därefter som plattform för ny teknologi och utbildning av kadetter. Den 21 Januari 1906 låg fartyget vid ön Ilha Grande väster om Rio de Janeiro. Marinministern var ombord för att inspektera en plats i närhetn för en tänkbar arsenal. Kl 1045 exploderade fartygets ammunitionsdurk och Aquidabã sjönk inom tre minuter. 212 människor omkom,däribland tre amiraler och många officerare.